# Ormoy-Villers
Ormoy-Villers é uma comuna francesa na região administrativa de Altos da França, no departamento de Oise. Estende-se por uma área de 10,37 km². Em 2010 a comuna tinha 670 habitantes (densidade: 64,6 hab./km²).